# My Story
My Story är ett musikalbum med den japanska popsångerskan Ayumi Hamasaki. Det släpptes den 15 december 2004 och är hennes sjätte fullängdsalbum.

## Låtförteckning
1. Catcher In The Light
2. About You
3. GAME
4. my name's WOMEN
5. WONDERLAND
6. Liar
7. HOPE or PAIN
8. HAPPY ENDING
9. Moments
10. walking proud
11. CAROLS
12. Kaleidoscope
13. INSPIRE
14. HONEY
15. Replace
16. winding road
17. Humming 7/4